# Ciro Ciliberto
Ciro Ciliberto (né le 14 octobre 1950 à Naples) est un mathématicien italien.

## Formation et carrière
Ciliberto est diplômé en mathématiques à l'Université de Naples - Frédéric-II en 1973, avec une thèse dirigée par Alfredo Franchetta. Il est professeur assistant à l'Université de Naples - Frédéric-II de 1974 à 1980, professeur de mathématiques de 1977 à 1978 et de géométrie algébrique de 1978 à 1980. Il est ensuite professeur extraordinaire de Mathématiques supérieures à l'Université du Salento en 1980-1981. Par la suite, il est d'abord professeur extraordinaire puis titulaire de géométrie algébrique à l'Université de Naples - Frédéric-II de 1981 à 1985. Puis il est professeur de Géométrie Supérieure (Geometria Superiore) à l'Université de Rome « Tor Vergata ». 
Ciliberto est vice-président de l'Istituto Nazionale di Alta Matematica Francesco Severi (en) dans les années 1990-1995 et membre de la Commission scientifique du même Institut de 1995 à 1999. Ciliberto est directeur du doctorat en mathématiques à l'Université de Rome « Tor Vergata » dans les années 1990-1994, puis membre du comité scientifique de cette faculté à l'Université de Rome « Tor Vergata ». Il est également professeur détaché au "Centre interdisciplinaire B. Segre" de l'Académie des Lyncéens dans les années 1993-1996. 
Ciliberto est membre de divers comités d'évaluation de projets de recherche nationaux pour le ministère italien de l'Éducation, de l'Université et de la Recherche (MIUR) dans les années 1987-1997 et 2000-2003. Ciliberto est président de l'Union mathématique italienne de 2012 à 2018. Il est membre du comité consultatif de l'Agenzia Nazionale di Valutazione del Sistema Universitario e della Ricerca (en) (ANVUR) de 2011 à 2015. Ciliberto est membre du comité des réunions de la Société mathématique européenne depuis 2013 et président du comité des réunions de la Société mathématique européenne depuis 2018.

## Travaux
Ses recherches portent notamment sur les courbes projectives, les surfaces algébriques, les variétés abéliennes et leurs espaces modulaires et la géométrie différentielle projective.
Il est professeur invité à l'Université Harvard (1979/80) et l'Université Brown (1986/87) et chercheur invité entre autres à l'IMPA, au CRM à Barcelone, à l'Institut Mittag-Leffler, à Amsterdam, Göttingen, Hannovre, Lisbonne, Bucarest, Recife et à l'Université d'État du Colorado. 

## Distinctions
Ciliberto est membre de l'Académie des Lyncéens ainsi que de l'Academia Europaea (2018). En 2000 il est conférencier invité au congrès européen de mathématiques à Barcelone.

## Publications
- avec Maria Welleda Baldoni, Giulia Maria Piacentini Cattaneo : Elementary number theory, cryptography and codes, Springer Verlag 2009.
- co-éditeur avec Rosa Miró-Roig, Antony V. Geramita, Brian Harbourne et Kristian Ranestad : Projective Varieties with Unexpected Properties (De Gruyter, 2008)[3],[4].
- Mauro C. Beltrametti, Fabrizio Catanese, Ciro Ciliberto, Antonio Lanteri et Pedrini (éditeurs), Algebraic geometry, 2002 (ISBN 9783110198072), « Resolution of indeterminacy of pairs », p. 165–177
- avec A. Brigaglia : Italian algebraic geometry between the two world wars, Queen´s University Press, Kingston, Ontario 1995.
- (éd) avec Antony Gramita : Projective varieties with unexpected properties: a volume in memory of Giuseppe Veronese, de Gruyter 2005 (conférence Sienne 2004).
- (éd) Applications of algebraic geometry to coding theory, physics and computation, Kluwer 2001 (NATO Advanced Research Workshop).
- (éd) Classification of algebraic varieties, Contemporary Mathematics 160, American Mathematical Society, 1994 (conférence L´Aquila 1992).
- (éd) avec Edoardo Ballico, Fabrizio Catanese : Classification of Irregular Varieties: Minimal Models and Abelian Varieties, Lecture Notes in Mathematics, Springer Verlag 1992 (conférence Trento 1990).
- (éd) avec Edoardo Ballico : Algebraic curves and projective geometry, Lecture Notes in Mathematics, Springer Verlag 1989 (conférence Trento 1988).
- (éd) avec Fabrizio Catanese, Maurizio Cornalba : Problems in the theory of surfaces and their classification, Symposia Mathematica 32, Academic Press, London, 1991.
- (éd) avec Franco Ghione : Algebraic geometry - open problems, Lecture Notes in Mathematics, Springer Verlag 1983 (conférence Ravello 1982).

- Liste des articles